# Sinosaurus triassicus
Sinosaurus triassicus es una especie y tipo del género extinto Sinosaurus ("lagarto chino") de dinosaurio terópodo tetanuro que vivió a principio del período Jurásico, hace aproximadamente 196 y 189 millones de años, desde el Sinemuriense al Pliensbachiense, en lo que hoy es Asia. La especie tipo de su género, Sinosaurus triassicus fue descrita en 1948, por el paleontólogo chino Chung Chien Young. El nombre del género se deriva de Sinae, la palabra latina para el gentilicio chino. El nombre de la especie se refiere al Trias, el período en el que se dataron originalmente sus fósiles. El holotipo, VP AS V34, fue hallado en la Formación Lufeng, la cual se considera que data de la etapa del Sinemuriense. Consiste de un maxilar (mandíbula superior), un fragmento de mandíbula inferior y dientes. Otros fragmentos han sido posteriormente referidos a Sinosaurus.